# Обала Слоноваче на Светском првенству у атлетици у дворани 2014.
Обала Слоноваче је на Светском првенству у атлетици у дворани 2014. одржаном у Сопоту од 7. до 9. марта учествовала петнаести пут, односно учествовала је на свим првенствима до данас. Репрезентацију Обале Слоноваче представљала је једна атлетичарка, која се такмичила у трци на 60 метара.,
На овом првенству Обала Слоноваче је освојила једну медаљу (сребрну) али није постигнут ниједан рекорд. У табели освајача медаља Обала Слоноваче је делила 24. место са једном сребрном медаљом , а у табели успешности према броју и пласману такмичара који су учествовали у финалним такмичењима (првих 8 такмичара) је са једним учесником у финалу делила 26. место са 7 бодова.
| Плас. | Земља           | 1. место | 2. место | 3. место | 4. место | 5. место | 6. место | 7. место | 8. место | Бр. финал. | Бод. |
| ----- | --------------- | -------- | -------- | -------- | -------- | -------- | -------- | -------- | -------- | ---------- | ---- |
| =26.  | Обала Слоноваче | 0        | 1        | 0        | 0        | 0        | 0        | 0        | 0        | 1          | 7    |

## Учесници
Жене:
- Миријел Ауре — 60 м

## Освајачи медаља

### Сребро
- Миријел Ауре — Трка на 60 метара

## Резултати

### Жене
| Атлетичарка  | Дисциплина | Лични рекорд | Квалификација | Квалификација | Полуфинале | Полуфинале | Финале   | Финале | Детаљи |
| Атлетичарка  | Дисциплина | Лични рекорд | Резултат      | Место         | Резултат   | Место      | Резултат | Место  | Детаљи |
| ------------ | ---------- | ------------ | ------------- | ------------- | ---------- | ---------- | -------- | ------ | ------ |
| Миријел Ауре | 60 м       | 6,99 НР      | 7,09 КВ       | 1. у гр. 6    | 7,06 КВ    | 1. у гр. 1 | 7,01 ЛРС |        |        |